# Stig Hellsten
Stig Erik Hellsten, född 18 juli 1913 i Uppsala, död 24 februari 1999  i Umeå, var en svensk biskop.

## Biografi
Innan Hellsten blev präst var han verksam som resesekreterare i Sveriges Kristliga Gymnasiströrelse 1929–1938. Efter studier vid Stockholms universitet och Uppsala universitet samt prästtjänstgöring i ärkestiftet blev han 1958 domprost i Luleå och verkade därefter som biskop i stiftet 1966–1980.
I sitt arbete som kyrklig ledare betonade Hellsten de kristna lekmännens deltagande i kyrkans arbete och konfirmandundervisningens problem. Som ordförande i Svenska missionssällskapet kyrkan och samerna ledde han arbetet med att organisera Samernas folkhögskola i Jokkmokk. Hellsten innehade också olika uppdrag inom den europeiska kyrkliga ekumenikens område.
Stig Hellsten var son till majoren Nils Hellsten och hans hustru Louise Öman. Han var gift med Ingegärd Sundkler, dotter till grosshandlaren Gustaf Sundkler och Lilly Bergman och syster till biskop Bengt Sundkler. Makarna Hellsten är begravna på Örnäskyrkogården i Luleå.